# Amynek ítélve
Az Amynek ítélve (erederi cím: Judging Amy) 1999 és 2005 között futott amerikai televíziós sorozat. A műsor alkotói Amy Brenneman, Bill D'Elia, John Tinker és Connie Tavel, a történet pedig egy frissen elvált ügyvédnő, aki hazaköltözik szülővárosába. A címszereplőt maga Brenneman játszotta, mellette még a főbb szereplők többek közt Dan Futterman, Richard T. Jones, Jessica Tuck és Marcus Giamatti.
A sorozatot az Amerikai Egyesült Államokban a CBS adta 1999. szeptember 19. és 2005. május 3. között. Magyarországon a Hallmark Channel mutatta be.

## Cselekmény
Amy Grey a Harvardon diplomázott ügyvédnő, aki frissen vált el férjétől, Michealtől. New York Cityből visszaköltözik hát szülővárosába, a connecticut-i Hartfordba lányával, a hat éves Laurennel. Az immár bírőnői állásba kerülő Amy rengeteg kihívást jelentő üggyel kerül szembe, világlátása pedig nem egyszer szül konfliktust édesanyjával, a frissen megözvegyült Maxine-nal.

## Szereplők
| Szereplő         | Színész           | Magyar hang           |
| ---------------- | ----------------- | --------------------- |
| Amy Madison Gray | Amy Brenneman     | Spilák Klára          |
| Vincent Gray     | Dan Futterman     | Dányi Krisztián       |
| Maxine Gray      | Tyne Daly         | Illyés Mari           |
| Kyle McCarty     | Kevin Rahm        | Seszták Szabolcs      |
| Bruce Van Exel   | Richard T. Jones  | Kárpáti Levente       |
| Peter Gray       | Marcus Giamatti   | Megyeri János         |
| Gillian Gray     | Jessica Tuck      | Árkosi Kati           |
| Lauren Cassidy   | Karle Warren      | Talmács Márta         |
| Donna Kozlowski  | Jillian Armenante | Koroknay Simon Eszter |
| Sean Potter      | Timothy Omundson  | Bicskey Lukács        |
| Rob Holbrook     | Jim Parsons       | Joó Gábor             |

## Epizódok
| Évad | Évad | Epizódok | Eredeti sugárzás     | Eredeti sugárzás | Eredeti adó |
| Évad | Évad | Epizódok | Évadpremier          | Évadfinálé       | Eredeti adó |
| ---- | ---- | -------- | -------------------- | ---------------- | ----------- |
|      | 1    | 23       | 1999. szeptember 19. | 2000. május 23.  | CBS         |
|      | 2    | 22       | 2000. október 10.    | 2001. május 22.  | CBS         |
|      | 3    | 24       | 2001. szeptember 25. | 2002. május 21.  | CBS         |
|      | 4    | 24       | 2002. október 1.     | 2003. május 13.  | CBS         |
|      | 5    | 23       | 2003. szeptember 23. | 2004. május 18.  | CBS         |
|      | 6    | 22       | 2004. szeptember 28. | 2005. május 3.   | CBS         |